# Ostrontjuv
Ostrontjuv (Colpomenia peregrina) är en brunalg som kan hittas växande bland annat på skal av ostron. Den kan förekomma ner till 20 meters djup och har en närmast sfärisk till något kuddliknande bål som vanligen är 7–9 centimeter i diameter. Bålen är fylld med gas och det kan ibland hända att brunalgen flyter iväg med det ostron den växer på, därav dess namn ostrontjuv. 
Ostrontjuvens ursprungliga utbredning omfattar havsområdena utanför Nordamerikas västkust och vattnen omkring Japan, Nya Zeeland och Australien. Till europeiska vatten kom den under det tidiga 1900-talet. Efter införandet har den spridit sig i nordöstra Atlanten, och 1950 nådde den svenska vatten.